# Orcuttia
Orcuttia is een geslacht uit de grassenfamilie (Poaceae). De soorten van dit geslacht komen voor in Noord-Amerika.

## Soorten
De Catalogue of New World Grasses [12 april 2010] erkent de volgende soorten:
- Orcuttia californica
- Orcuttia inaequalis
- Orcuttia pilosa
- Orcuttia tenuis
- Orcuttia viscida